# Operațiunea Forțele Aliate
Bombardamentele NATO în Iugoslavia (nume de cod: Operațiunea Forțele Aliate; în engleză Operation Allied Forces sau, Operațiunea Nicovala Nobilă; în engleză Operation Noble Anvil) a fost o operațiune militară condusă de NATO împotriva Republicii Federale Iugoslavia în timpul Războiului din Kosovo. Bombardamentele au durat din 24 martie 1999 până pe 11 iunie 1999. Acestea a fost cea de-a doua operațiune majoră de luptă din istoria NATO, după Operațiunea Forța Deliberată din Bosnia și Herțegovina din septembrie 1995.
La 22 aprilie 1999, Parlamentul României a autorizat avioanele NATO să utilizeze spațiul aerian românesc în timpul operațiunilor din Iugoslavia.

## Obiective
Obiectivele NATO în Conflictul din Kosovo au fost concepute la întâlnirea Consiliului Nord Atlantic, desfășurată la sediile NATO din 2 aprilie 1999. Acestea prevedeau:
- Oprirea tuturor activităților militare și încetarea imediată a violențelor și represiunilor;
- Retragerea armatei, poliției și forțelor paramilitare din Kosovo;
- Staționarea unei prezențe militare internaționale în Kosovo;
- Întoarcerea sigură și necondiționată a tuturor refugiaților și a persoanelor strămutate;
- Stabilirea unui acord politic pentru Kosovo, conform Acordului Rambouillet în conformitate cu legea internațională și Carta Organizației Națiunilor Unite.

## Strategie
Operațiunea Forțele Aliate s-a folosit în mare parte de armamente aeriene pentru a distruge infrastructura militară sârbă. Podurile și fabricile, considerate ținte strategice, au fost bombardate. Rachete de croazieră cu rază lungă de acțiune au fost folosite pentru a lovi obiective de înaltă apărare, precum instalații strategice în Belgrad și Priștina.